# Plehnia ovatus
Plehnia ovatus is een platworm (Platyhelminthes). De worm is tweeslachtig. De soort leeft in het zoute water.
Het geslacht Plehnia, waarin de platworm wordt geplaatst, wordt tot de familie Plehniidae gerekend. De wetenschappelijke naam van de soort werd voor het eerst geldig gepubliceerd in 1937 door Kato.